# فريتز لوبينجير
فريتز لوبينجير (بالألمانية: Fritz Lobinger) (و. 1929  م) هو عالم عقيدة، وكاهن كاثوليكي ألماني، ولد في باساو.